# Фрайхайм
Фрайхайм (словен. Frajhajm) — поселення в общині Словенська Бистриця, Подравський регіон‎, Словенія.